# Erigonella stubbei
Erigonella stubbei är en spindelart som beskrevs av Stefan Heimer 1987. Erigonella stubbei ingår i släktet Erigonella och familjen täckvävarspindlar.
Artens utbredningsområde är Mongoliet. Inga underarter finns listade i Catalogue of Life.